# 에이미 듀마
에이미 듀마(영어: Amy Dumas, 1975년 4월 14일 ~ ) 또는 WWE 링네임은 리타(Lita)는 미국의 동물 복지 운동가, 가수, 여자 프로레슬링 선수이다. 본명은 에이미 크리스틴 듀마(Amy Christine Dumas)다. 키는 170cm 몸무게는 57kg이다. 피니쉬 무브는 리타 설트(문설트), 리타 DDT(스냅 DDT), 그리고 그의 연인이었던 매트 하디, 제프 하디의 피니쉬인 트위스트 오브 페이트이다. 또한, 제프 하디의 기술인 위스퍼 인 더 윈드를 종종 사용하기도 하였다. 통산 4회 WWE 위민스 챔피언이며 2014년 명예의 전당에 헌액되었다.
- 1999년에 wwf에 데뷔해 매트 하디 제프 하디와 팀 익스트림을 결성하였다.
- 리타는 실제로 매트 하디와 사귄다.
- 2001년 제프 하디가 러로 이적해 리타는 매트 하디와 함께 다닌다.
- 2002년 리타의 인기가 높아져 리타는 트리쉬한테 이긴다.
- 2003년 리타는 매트 하디와 팀 익스트림을 재결성한다.
- 2004년 리타는 케인과 결혼한다. (스토리상)
- 2005년 리타는 에지랑 사궈 케인을 꺾고 에지랑 결혼한다.
- 2006년 리타는 트리쉬를 꺾고 위민스 챔피언에 등극한다. 그러나 같은 해 11월 서바이버 시리즈에서 미키 제임스한테 패배해 은퇴하였다.
- 은퇴 후 리타는 로우 15주년 특집에 특별 출연한다.
- 리타는 록 밴드와 함께 활동중이다.
- 1000회 RAW 특집에 히스 슬레이터에게 승리한다.
- 2014년에 WWE 명예의 전당에 헌액되었다.

## 수상
- WWE 위민스 챔피언 (구 버전) 4회
- WWE 위민스 태그팀 챔피언 1회 - 베키 린치
- 2014년 WWE 명예의 전당 헌액

## 같이 보기
- 디바 (프로레슬링)